# Gigantopithecus
Gigantopithecus (av grekiskans γίγας gigas "väldig" och πίθηκος pithekos "apa") var ett släkte bland människoaporna som levde från ungefär 9 miljoner år sedan till ungefär 100 000 år sedan i Kina, Indien och Vietnam, vilket placerar släktet både tidsmässigt och geografiskt ihop med flera hominida arter. De fossila lämningar man funnit av Gigantopithecus blacki antyder att de kan ha varit de största aporna i historien med en känd längd på upp till 3 meter och en vikt på upp till 540 kg.

## Ekologi
Det räknas till samma underfamilj som orangutangen. Utifrån de fossil man har hittat av djur ur släktet har man kunnat konstatera tre arter, Gigantopithecus blacki, Gigantopithecus bilaspurensis och Gigantopithecus giganteus. Förmodligen gick gigantopithecus på alla fyra och var en växtätare som huvudsakligen livnärde sig på bambu och frukt. Troligtvis kunde den precis som de flesta av dagens primater röra sig till och från på två ben. Man antar att den mötte sitt öde, precis som andra specialanpassade arter, genom förändringar i den miljö den levde i.

## Upptäcktshistoria
När Gustav Koenigswald upptäckte arten var det genom att 1935-1939 undersöka de så kallade draktänder som cirkulerade på kinesiska marknader som amuletter och läkemedel. Genom att jämföra dessa stora tänder, framför allt hörntänder. Han gav den 1935 namnet Gigantopithecus blacki. Koeningswald kunde inte datera fynden och inte heller avgöra exakt var fynden gjorts. Under andra världskriget internerades Koeningswald av japanerna och tänderna hamnade i New York, där de undersöktes av Franz Weidenreich, som antog att de tillhört en jättelik primitiv människoart, något som von Koeningswald sedan han efter andra världskriget återvänt bestämt tillbakavisade, med rätta som det senare visade sig. 1955-1956 dök det upp fler tänder i provinsen Guangxi och 1956 lyckades den kinesiske forskaren Pei Wenzhong finna en komplett underkäke i en grotta. Efter ytterligare undersökningar påträffades fler underkäkar.
Elwyn L. Simons och R. S Chopra beskrev 1969 utifrån avlagringar från pliocen Gigantopithecus bilaspurensis, som utvecklingshistoriskt är en föregångare till Gigantopithecus blacki.
Baserat på de proportioner som gäller sett till tändernas storlek i förhållande till huvudet och kroppen för dagens stora apor har det argumenterats för att gigantopithecus kan ha varit 3 gånger större än en gorilla.

## Hypoteser om släktets utdöende
Efter undersökningar av pollen från epoken antas att vädret blev kallare och att regnskogen omvandlades till gräsmarker och regioner med ormbunkar. Exemplaren var antagligen för stora för att klättra i träd och söka andra näringskällor. Dessutom uppkom årstider och torka resulterade i bränder. Troligtvis hittade arterna inte tillräcklig näringsrik föda för att överleva.